# 小林宏之 (野球)
小林 宏之（こばやし ひろゆき、1978年6月4日 - ）は、埼玉県草加市出身の元プロ野球選手（投手）。愛称は「コバヒロ」。
2010年から2012年および2014年の登録名は、姓名の区切りがない小林宏（こばやしひろ）。

## 経歴

### ロッテ時代
春日部共栄高校では3年春の県大会優勝、夏はベスト8と活躍。1996年のドラフト会議で千葉ロッテマリーンズより4位指名を受けて入団。同校はプロ野球選手を多数輩出しているが、大学や社会人を経ずに直接プロ入りしたのは小林が初めてだった。
プロ1年目はジュニアオールスターに出場し、翌1998年に一軍初登板を果たした。
1999年と2000年は一軍登板がなかった。
5年目となる2001年終盤から一軍に定着。7月9日の対福岡ダイエーホークス18回戦（千葉マリンスタジアム）で、10回表に3点ビハインドの場面で登板して1/3回を無失点に抑えると、10回裏の攻撃でフランク・ボーリックが満塁本塁打を放ち逆転サヨナラ勝利となったことでプロ初勝利を挙げた。この年は22試合に登板し、防御率3.70の成績を残した。
2002年は当初先発投手として起用されたが、結果を出せずセットアッパーに転向し活躍した。8回を小林宏之・9回を小林雅英と繋ぐ投手リレーは「小林リレー」と呼ばれ、勝ちパターンの継投として定着した。また、オールスターゲームにも初出場を果たした。この年は58試合に登板し、防御率2.53だった。
2003年は開幕からリリーフとして活躍。シーズン中盤に再び先発に復帰し、そのまま先発ローテーションに定着。プロ入り後初めて規定投球回に到達して2桁勝利を達成し、最終的には50試合に登板した。
2004年の開幕前に当時18歳の女性と入籍。同年は先発ローテーションの一角として初めてシーズン通して先発起用され、8月には自身初の月間MVPも獲得したが、9勝に終わり2年連続2桁勝利は逃した。
2005年はセ・パ交流戦中、打撃では打率3割に3打点、投げては6試合で5勝0敗という成績を残し、チームの交流戦優勝に大きく貢献。交流戦MVPも獲得した。交流戦の対読売ジャイアンツ戦では登板直前に長男が誕生。本人曰く「睡眠時間3時間ぐらい」というコンディションの中、粘りの投球を見せて勝利を収め、試合後のヒーローインタビューでは喜びを爆発させた。レギュラーシーズンでも清水直行・渡辺俊介とともに先発三本柱の一角として活躍し、12勝6敗、防御率3.30の成績を挙げた。プレーオフ、日本シリーズでも活躍し、チームの日本一に貢献した。翌年1月1日にTBS系で放送された『スポーツマンNo.1決定戦』では、初出場ながらモンスターボックスで16段、ショットガンタッチで12m50cmを記録し、総合6位に入った。
2006年は開幕前の3月に開催された第1回ワールド・ベースボール・クラシック(WBC)のWBC日本代表に選出されたが、渡米中に発熱を起こすなど調子が上がらず、第2ラウンド以降登板することはなかった。

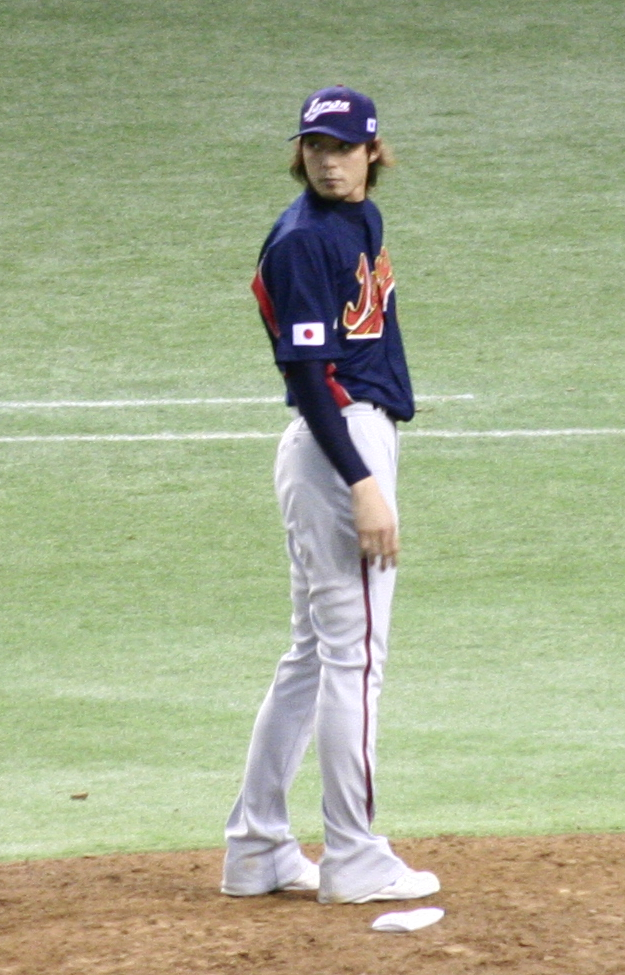
2006年WBCでの小林

シーズンではWBCの影響で足を故障し開幕から出遅れたが、4月26日の対オリックス・バファローズ戦で初登板し、いきなり2安打完封勝利を挙げる。その後、シーズン最終登板となった対西武ライオンズ戦で10勝目を挙げ、自身初の2年連続の2桁勝利を記録した。
2007年はシーズンを通して先発ローテーションを守り、自己最多の投球回を達成。13勝を挙げて3年連続の2桁勝利となった。クライマックスシリーズでも第1ステージ第2戦・第2ステージ第2戦で先発したが、第1ステージでは2回途中6失点の大乱調で敗戦、第2ステージでは足の痙攣が治まらず4回途中に降板した。同年は北京五輪アジア予選日本代表に選出され、初戦の対フィリピン戦の7回に登板し打者3人、2奪三振で締めた。オフにはポスティングシステムによるメジャーリーグ移籍の希望を球団に訴えたが、認められなかった。
2008年はプロ12年目で初めて開幕投手（対北海道日本ハムファイターズ戦）に指名された。相手投手のダルビッシュ有と投げ合い、6回途中まで無失点に抑えたものの足の痙攣で降板し、敗戦投手となった。それ以降は右肩痛を発症したこともあり不調が続き、最終的に5勝12敗、自己ワーストの防御率5.02に終わった。
2009年は先発ローテーションの一角を担ったが4勝止まりでリーグワーストの13敗を喫し、防御率も4.29と2年続けて規定投球回に到達できなかった。救援としては4試合に登板して無失点に抑え、WHIP0.78、被打率.130と好成績を残したため、シーズンオフにリリーフへの転向を決断した。
2010年より登録名を小林宏に変更。1998年から2007年までは小林雅英が、2008年と2009年は小林憲幸が同じ球団に所属していたため、スコアボードや新聞上では「小林宏」の表記が使われていた。2010年シーズンは同姓の選手がいなくなったが、本人は「小林宏」表記に愛着を持っており、「小林」に対し違和感があったことから、山本昌と同様に名字と名前の一文字目を組み合わせて姓名の区別を付けない登録名にしたものであった。この年はオープン戦で右肘を痛めたため開幕を二軍で迎え、状態によっては長期離脱の可能性もあったが、開幕7戦目となる3月30日の対東北楽天ゴールデンイーグルス戦で一軍に復帰し、シーズン初セーブを挙げた。4月26日には海外フリーエージェント (FA) 権を取得。年間通じて守護神を務め、最終的に3勝3敗29セーブ、防御率2.21と好成績を残したが、開幕から5月までは防御率0.00、8月にも月間防御率0.69と好投した一方で、6月は月間防御率5.19と不調に陥ったほか、9月も月間防御率4.72と救援失敗が相次ぎ、終盤にはセーブ機会でも登板を回避されるなど月によって調子の波が激しいシーズンとなった。オフには長年の夢であったメジャーリーグを目指し、海外FA権を行使。球団は慰留せず、宣言残留を認めないことを伝えた。その後、一部では複数のメジャー球団が興味を示していると報じられたが、結局メジャー契約のオファーはなかった。

### 阪神時代

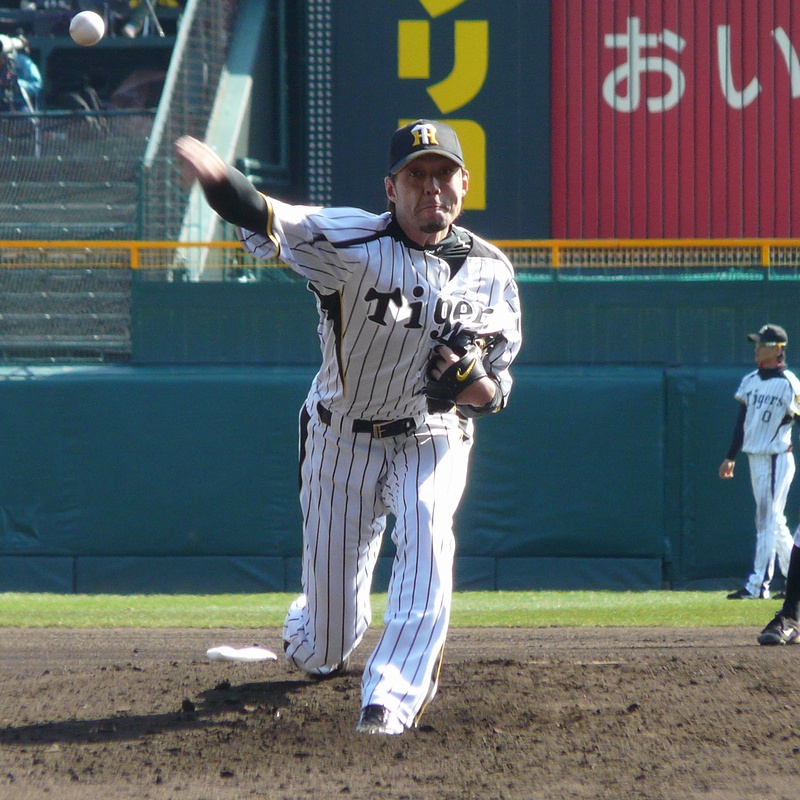
阪神時代（2012年3月14日）

2011年1月20日に、守護神・藤川球児に繋ぐ中継ぎとして獲得意思を表明していた阪神タイガースと初交渉し、2年総額5億円で大筋合意した。1月28日に入団会見を開き、背番号はロッテ時代と同じ「41」となった。開幕からセットアッパーとして8回のマウンドを任されたが、前半戦だけで6度の救援失敗を喫するなど不振を極めた。7月26日の対中日ドラゴンズ戦でようやく移籍後初勝利を挙げたものの、その後も調子は上がらず8月28日に二軍落ち。9月30日に再び一軍登録されたが、10月4日の対東京ヤクルトスワローズ戦で失点を喫するなど最後まで不安定なままシーズンを終えた。最終的には42試合の登板で1勝5敗21ホールド、防御率3.00の成績だった。なお、中継ぎ登板だけでシーズンを終えたのはロッテ時代の1998年以来13年ぶりとなる。
2012年は3年ぶりに先発に再転向したが不振で一軍昇格はなく、10月2日に戦力外通告を受けた。11月18日に古巣ロッテの鴨川秋季キャンプで入団テストを受けたが、2回を投げ6安打5失点の散々な結果で不合格となった。

### 独立リーグ時代
2013年1月31日にロサンゼルス・エンゼルスとマイナー契約で合意し、2月14日に契約。スプリングトレーニングに招待選手として参加していたが、開幕前の3月4日に解雇された。8月14日にベースボール・チャレンジ・リーグ（BCリーグ）の群馬ダイヤモンドペガサスへ入団。7試合の登板で2勝1敗、防御率3.14の成績を残したが、11月2日に退団が発表された。11月22日に行われた、2013年度第2回12球団合同トライアウトに参加したが、獲得に乗り出す球団はなかった。
2014年は当初、台湾プロ野球・統一セブンイレブン・ライオンズへの入団を試みテスト受験を希望したが、統一側から拒否された。その後2月12日にBCリーグの信濃グランセローズに入団することが報道され、2月20日に投手コーチ兼任で正式に入団。信濃入団後は、セットアッパーとして26試合に登板。2勝1敗、防御率1.26の好成績を残した。

### 西武時代
2014年7月21日に埼玉西武ライオンズが獲得を発表、2年ぶりにNPBに復帰することになり、翌7月22日に入団会見を行った。背番号は「52」。登録名は2010年から2012年まで使用していた小林宏になった。7月25日の対ロッテ戦（西武ドーム）でNPBでは2011年10月4日以来、1025日ぶりに一軍登板を果たし、1イニングを2与四球1奪三振の無失点で抑えた。その後は中継ぎとして15試合に登板したが、防御率7.94と不安定な成績に終わり、10月2日に球団から戦力外通告を受け、同月22日に現役引退を表明した。

### 引退後
2015年1月8日、BCリーグ・武蔵ヒートベアーズの投手コーチに就任。5月8日、監督の星野おさむが退任したことに伴い監督代行に就任。三ツ間卓也に「プロに行くにはスピードが必要」と、オーバースローからサイドハンドへの転向や筋トレによる肉体改造を勧め、球速は10km/h近く上がって150km/hになり、三ツ間は2015年のNPB育成ドラフト会議で中日ドラゴンズから3巡目指名された。シーズン終了後の11月2日、2016年より監督を務めることが発表された。武蔵では代行を含めて約3シーズン指揮を執っていたが、2017年限りで解任された。
2017年11月29日に、ロッテ球団で少年野球指導をおこなう「マリーンズ・ベースボール・アカデミー」のコーチに就任することが発表された。2021年からは同アカデミーの監督を兼務。

## 選手としての特徴
制球良く低めにボールを集める投球が持ち味で、球持ちの良さにも定評がある。ストレートは150km/h近い数値を計測し、変化球はスライダー、フォーク、チェンジアップを投じる。特に落ちる球が得意で、奪三振率が高い。
反射神経の良さから、打球を足で止めようとして打撲することがある。かつてはサッカー選手を夢見たこともあり、「無意識にトラップしようとしちゃう」と述べている。

## 人物
ロッテ時代は端正な顔立ちから圧倒的な女性人気を誇り、茶色のさらさらヘアをなびかせて時には髪を編み上げたコーンロウのヘアスタイルにも挑戦したこともあり、髪型には人一倍気を配っていた。阪神に移籍した際には、当時の南信男球団社長から「気にならない。似合っているし、格好いい選手ですから」と評価され、真弓明信監督も「好きにやってもらって結構」と容認する姿勢を示した。

## 詳細情報

### 年度別投手成績
| 年 度      | 球 団      | 登 板 | 先 発 | 完 投 | 完 封 | 無 四 球 | 勝 利 | 敗 戦 | セ 丨 ブ | ホ 丨 ル ド | 勝 率 | 打 者 | 投 球 回 | 被 安 打 | 被 本 塁 打 | 与 四 球 | 敬 遠 | 与 死 球 | 奪 三 振 | 暴 投 | ボ 丨 ク | 失 点 | 自 責 点 | 防 御 率 | W H I P |
| ---------- | ---------- | ----- | ----- | ----- | ----- | -------- | ----- | ----- | -------- | ----------- | ----- | ----- | -------- | -------- | ----------- | -------- | ----- | -------- | -------- | ----- | -------- | ----- | -------- | -------- | ------- |
| 1998       | ロッテ     | 2     | 0     | 0     | 0     | 0        | 0     | 0     | 0        | --          | ----  | 11    | 2.1      | 3        | 0           | 1        | 0     | 0        | 0        | 0     | 0        | 0     | 0        | 0.00     | 1.71    |
| 2001       | ロッテ     | 22    | 7     | 0     | 0     | 0        | 1     | 4     | 0        | --          | .200  | 238   | 56.0     | 49       | 11          | 23       | 0     | 1        | 45       | 3     | 0        | 24    | 23       | 3.70     | 1.29    |
| 2002       | ロッテ     | 58    | 1     | 0     | 0     | 0        | 7     | 4     | 0        | --          | .636  | 333   | 81.2     | 67       | 12          | 27       | 5     | 1        | 84       | 9     | 1        | 25    | 23       | 2.53     | 1.15    |
| 2003       | ロッテ     | 50    | 14    | 3     | 0     | 0        | 10    | 10    | 0        | --          | .500  | 592   | 145.1    | 135      | 17          | 36       | 2     | 3        | 117      | 7     | 1        | 66    | 62       | 3.84     | 1.18    |
| 2004       | ロッテ     | 24    | 24    | 2     | 0     | 0        | 9     | 7     | 0        | --          | .563  | 666   | 154.1    | 162      | 22          | 57       | 3     | 4        | 137      | 7     | 0        | 77    | 73       | 4.26     | 1.42    |
| 2005       | ロッテ     | 23    | 23    | 4     | 1     | 1        | 12    | 6     | 0        | 0           | .667  | 666   | 160.2    | 157      | 14          | 28       | 1     | 6        | 129      | 6     | 0        | 60    | 59       | 3.30     | 1.15    |
| 2006       | ロッテ     | 20    | 20    | 3     | 1     | 0        | 10    | 7     | 0        | 0           | .588  | 578   | 142.2    | 129      | 14          | 27       | 2     | 4        | 120      | 5     | 0        | 51    | 44       | 2.78     | 1.09    |
| 2007       | ロッテ     | 25    | 25    | 5     | 2     | 1        | 13    | 3     | 0        | 0           | .813  | 699   | 170.2    | 157      | 9           | 38       | 0     | 4        | 163      | 7     | 0        | 56    | 51       | 2.69     | 1.14    |
| 2008       | ロッテ     | 23    | 23    | 1     | 0     | 0        | 5     | 12    | 0        | 0           | .294  | 618   | 138.0    | 155      | 15          | 45       | 3     | 2        | 112      | 5     | 0        | 85    | 77       | 5.02     | 1.45    |
| 2009       | ロッテ     | 24    | 20    | 4     | 0     | 1        | 4     | 13    | 0        | 2           | .235  | 582   | 134.1    | 142      | 16          | 35       | 1     | 7        | 120      | 7     | 0        | 70    | 64       | 4.29     | 1.32    |
| 2010       | ロッテ     | 57    | 0     | 0     | 0     | 0        | 3     | 3     | 29       | 5           | .500  | 249   | 61.0     | 51       | 2           | 14       | 1     | 3        | 53       | 6     | 0        | 17    | 15       | 2.21     | 1.07    |
| 2011       | 阪神       | 42    | 0     | 0     | 0     | 0        | 1     | 5     | 0        | 21          | .167  | 181   | 39.0     | 43       | 2           | 19       | 4     | 2        | 45       | 8     | 0        | 17    | 13       | 3.00     | 1.59    |
| 2014       | 西武       | 15    | 0     | 0     | 0     | 0        | 0     | 0     | 0        | 3           | ----  | 59    | 11.1     | 16       | 1           | 8        | 0     | 0        | 10       | 2     | 0        | 15    | 10       | 7.94     | 2.12    |
| 通算：13年 | 通算：13年 | 385   | 157   | 22    | 4     | 3        | 75    | 74    | 29       | 31          | .503  | 5472  | 1297.1   | 1266     | 135         | 358      | 22    | 37       | 1135     | 72    | 2        | 563   | 514      | 3.57     | 1.25    |

- 各年度の太字はリーグ最高

### WBCでの投手成績
| 年 度 | 代 表 | 登 板 | 先 発 | 勝 利 | 敗 戦 | セ ｜ ブ | 打 者 | 投 球 回 | 被 安 打 | 被 本 塁 打 | 与 四 球 | 敬 遠 | 与 死 球 | 奪 三 振 | 暴 投 | ボ ｜ ク | 失 点 | 自 責 点 | 防 御 率 |
| ----- | ----- | ----- | ----- | ----- | ----- | -------- | ----- | -------- | -------- | ----------- | -------- | ----- | -------- | -------- | ----- | -------- | ----- | -------- | -------- |
| 2006  | 日本  | 1     | 0     | 0     | 0     | 0        | 7     | 1.0      | 3        | 0           | 0        | 0     | 0        | 3        | 2     | 0        | 2     | 2        | 18.00    |

### 表彰
NPB
- 月間MVP：1回（投手部門：2004年8月）
- セ・パ交流戦 最優秀選手賞（MVP）：1回（2005年）
- オールスターゲーム優秀選手賞：1回（2007年第1戦）

その他
- 千葉市市民栄誉賞（2006年）

### 記録
NPB初記録
投手記録
- 初登板：1998年7月4日、対福岡ダイエーホークス11回戦（千葉マリンスタジアム）、11回表二死に8番手として救援登板・完了、1/3回無失点
- 初奪三振：2001年6月8日、対オリックス・ブルーウェーブ12回戦（グリーンスタジアム神戸）、5回裏に進藤達哉から
- 初勝利：2001年7月9日、対福岡ダイエーホークス18回戦（千葉マリンスタジアム）、10回表二死に7番手として救援登板・完了、1/3回無失点
- 初先発登板：2001年8月5日、対西武ライオンズ21回戦（千葉マリンスタジアム）、4回1失点
- 初先発勝利：2003年7月9日、対大阪近鉄バファローズ14回戦（千葉マリンスタジアム）、7回無失点
- 初完投勝利：2003年9月28日、対オリックス・ブルーウェーブ25回戦（千葉マリンスタジアム）、9回5失点
- 初完封勝利：2005年8月26日、対オリックス・バファローズ16回戦（千葉マリンスタジアム）
- 初ホールド：2009年6月3日、対読売ジャイアンツ1回戦（千葉マリンスタジアム）、11回表に4番手として救援登板、1回無失点
- 初セーブ：2010年3月30日、対東北楽天ゴールデンイーグルス1回戦（千葉マリンスタジアム）、9回表一死に2番手として救援登板・完了、2/3回無失点

打撃記録
- 初安打：2005年5月18日、対広島東洋カープ2回戦（広島市民球場）、4回表に佐々岡真司から右中間二塁打
- 初打点：同上、5回表に佐竹健太から押し出し四球

NPB節目の記録
- 1000投球回：2008年7月22日、対北海道日本ハムファイターズ15回戦（札幌ドーム）、1回裏一死目に稲田直人を投犠打で達成 ※史上312人目
- 1000奪三振：2009年8月26日、対福岡ソフトバンクホークス17回戦（千葉マリンスタジアム）、8回表に川﨑宗則から ※史上126人目

NPBその他の記録
- オールスターゲーム出場：5回（2002年、2004年、2005年、2007年、2010年）
- 日米野球出場：2回（2004年、2006年）
- 開幕投手：1回（2008年）

### 独立リーグでの投手成績
| 年 度     | 球 団     | 登 板 | 勝 利 | 敗 戦 | セ 丨 ブ | 完 投 | 勝 率 | 投 球 回 | 打 者 | 被 安 打 | 被 本 塁 打 | 奪 三 振 | 与 四 球 | 与 死 球 | 失 点 | 自 責 点 | 暴 投 | ボ 丨 ク | 失 策 | 防 御 率 | W H I P |
| --------- | --------- | ----- | ----- | ----- | -------- | ----- | ----- | -------- | ----- | -------- | ----------- | -------- | -------- | -------- | ----- | -------- | ----- | -------- | ----- | -------- | ------- |
| 2013      | 群馬      | 7     | 2     | 1     | 0        | 0     | .667  | 28.2     | 119   | 30       | 1           | 25       | 3        | 0        | 13    | 10       | 2     | 0        | 0     | 3.14     | 1.17    |
| 2014      | 信濃      | 26    | 2     | 1     | 1        | 0     | .667  | 28.2     | 120   | 28       | 0           | 21       | 6        | 1        | 12    | 4        | 2     | 0        | 1     | 1.26     | 1.21    |
| 通算：2年 | 通算：2年 | 33    | 4     | 2     | 1        | 0     | .667  | 57.1     | 239   | 58       | 1           | 46       | 9        | 1        | 25    | 14       | 4     | 0        | 1     | 2.11     | 1.17    |

### 背番号
- 41（1997年 - 2014年途中、2015年 - 2017年）
  - 14（2007年アジア野球選手権大会）
- 52（2014年途中 - 同年終了）

### 登録名
- 小林 宏之（こばやし ひろゆき、1997年 - 2009年、2013年 - 2014年途中、2015年 - 2017年）
- 小林宏（こばやしひろ、2010年 - 2012年、2014年途中 - 同年終了）

### 代表歴
- 2006 ワールド・ベースボール・クラシック日本代表
- 2007年アジア野球選手権大会日本代表

### 登場曲
- 「Ignition Remix」R.Kelly（2005年）
- 「In Da Club」50 Cent（2005年）
- 「Your Body」Pretty Ricky（2006年）
- 「Yeah! feat. Lil Jon & Ludacris」Usher（2006年）
- 「How Come」D12（2007年）
- 「This Is Why I'm Hot」Mims（2007年）
- 「Cyclone feat. T-Pain」Baby Bash（2008年）
- 「Party People feat. Fergie」Nelly（2008年）
- 「Get Up」50 Cent（2009年）
- 「Right Round feat. Ke$ha」Flo Rida（2009年 - 2010年）
- 「#1」Nelly（2010年 - 2011年）
- 「I'm Shipping Up To Boston」Dropkick Murphys（2012年）
- 「Shake Ya Tailfeather」Nelly, P.Diddy & Murphy Lee（2014年）